# Marvin Hart
Marvin Hart (16. september 1876 – 17. september 1931) var en amerikansk bokser, der var verdensmester i sværvægt fra den 3. juli 1905 til den 23. februar 1906.

## Opvækst
Marvin Hart voksede op i Jefferson County i Kentucky. Som ung var Hart sportsinteresseret og dyrkede brydning og boksning. Han var endvidere en glimrende fodboldspiller og spillede på The Louisville Athletic Club Football Team. Han trænede boksning, men deltog aldrig i en officiel amatørkamp som bokser. 
Da han som 18-årig gik ud af skolen, gik han i lære som blikkenslager, hvilket senere gav ham tilnavnet "The Louisville Plumber".

## Professionel karriere
Marvin Hart debuterede som professionel som 23-årig formentlig den 12. december 1899 i en kamp over 20 omgange mod William Schiller i Louisville. Hart var med sine 158 pund overfor Schillers 190 pund fysisk underlegen, men vandt alligevel på knockout i 7 omgang. Hart opbyggede hurtigt en rekordliste som ubesejret med sejre i en række kampe i Louisville. 
Den 24. maj 1901 besejrede Hart Dan Creedon på knockout og gjorde herefter krav på det amerikanske mesterskab i letsværvægt. Hart led sit første nederlag senere på året, da han blev stoppet i 1. omgang af "Wild" Bill Hanrahan. Hart fortsatte imidlertid sin sejrsstime, og i 1902 besejrede Hart den rutinerede Kid Carter og gjorde atter krav på det amerikanske mesterskab i letsværvægt. Den 11. november 1902 mødte han den stærke bokser Jack Root, der kun havde tabt en enkelt af sine 43 kampe. Kampen var fastsat til kun 6 omgange, og Hart tabte for anden gang i karrieren, da han efter de 6 omgange blev dømt som taber på point. Jack Root blev i sin næste kamp den første verdensmester i letsværvægt.
Hart boksede yderligere en række kampe, inden han i 1903 fik en titelkamp om verdensmesterskabet i letsværvægt mod Georges Gardner, der forinden havde taget titlen fra Jack Root. VM-kampen blev bokset i Louisville, og Hart boksede lige op mod Gardner, der dog vandt kampen på point. Hart hævdede, at han brækkede hånden i sidste omgang af kampen. Hart fik en returkamp mod Gardner den 5. januar 1905 i en ikke-titelkamp, hvor Hart opnåede uafgjort efter 15 omgange. 
Hart var i 1905 på tale som udfordrer til en VM-kamp i sværvægt mod tidens store mester James J. Jeffries. Hart blev den 28. marts 1905 matchet med den stærke sværvægter Jack Johnson, der var blandt de stærkeste sværvægtere. Johnson var en sort bokser, og ingen sort bokser havde tidligere fået lov til at bokse om verdensmesterskabet. Hart leverede en af karrierens største sejre, da han blev kåret som vinder efter 20 omgange. Johnson vandt siden verdensmesterskabet i sværvægt, og anses som en af periodens største boksere. 
Da James J. Jeffries som den første sværvægtsmester nogensinde havde trukket sig ubesejret tilbage, blev der arrangeret en titelkamp mellem Hart og Jack Root om den ledige VM-titel. Kampen blev bokset den 3. juli 1905 i Reno i Nevada med den tidligere verdensmester Jeffries som kampleder. Der var ikke fastsat et antal omgange for kampen, der således ville fortsætte indtil en af bokserne blev stoppet eller opgav. Root, der tidligere havde besejret Hart og en række andre stærke sværvægtere, var klar favorit til at vinde det ledige verdensmesterskab. Hart blev slået i gulvet i 7. omgang, men han fik i 12. omgang sendt Root i gulvet, og Root blev herefter talt ud af Jeffries. Marvin Hart blev herefter udråbt som vinder og dermed verdensmester i sværvægt. 
Hart boksede en ikke-titelkamp i januar 1906 mod Pat Callahan, hvor Hart blev slået i gulvet i første omgang, inden har stoppede Callahan i anden omgang. Der blev herefter arrangeret et første titelforsvar mod udfordreren Tommy Burns fra Canada. Kampen blev afviklet i Los Angeles den 23. februar 1906. Marvin Hart var sin udfordrer fysisk overlegen. Hart vejede 195 pund til kampen mod Tommy Burns' 175 pund og var 12 cm højere end Burns, der kun målte 1,70 m. På trods af de klare fysiske fordele tabte Marvin Hart kampen på point efter 20 omgange.
Med nederlaget til Tommy Burns var Marvin Hart verdensmester i sværvægt i blot otte måneder, og han blev derved den verdensmester i klassen, der holdt titlen i kortest tid. Sammenholdt med, at Hart havde vundet titlen uden at have besejret en verdensmester, har det været hævdet, at Harts krav på verdensmesterskabet ikke var gyldigt. Hart er dog i dag generelt anerkendt som havende værende verdensmester i klassen. 
Harts negative rekord som den korteste regerende verdensmester i sværvægt, blev først slået, da Ken Norton i 1978 efter knap 4 måneder som verdensmester anerkendt af WBC tabte titlen. Nortons titel som verdensmester er dog omdiskuteret, da han alene var anerkendt af WBC, og da han aldrig vandt en VM-kamp.
Hart fortsatte karrieren efter nederlaget til Burns. Marvin Hart tabte dog en hård kamp til Mike Schreck, der i nogle aviser var angivet som værende om verdensmesterskabet. Hart vandt en række kampe herefter, men var langt fra fordums styrke. Hart boksede sin sidste kamp den 20. december 1910, da Carl Morris sendte ham i gulvet Hart opgav kampen.
Det præcise antal kampe som Marvin Hart opnåede er ikke ganske klart. BoxRec.com angiver 48 kampe, og af disse blev 29 vundet (21 på knockout, hvortil kommer 2 kampe, hvor der ikke fremkom en formel afgørelse, men hvor aviserne efterfølgende anså Hart for vinder. Hart tabte 7 kampe (4 før tid) samt 2 uden afgørelse, som pressen mente Hart tabte. Han boksede 4 uafgjorte og 3 uden afgørelse, hvor pressen anså kampen for uafgjort.

## Efter karrieren
Efter boksekarrieren drev Marvin Hart en restaurant i Louisville og opdrættede kyllinger. Han fungerede endvidere som kampleder i en række boksekampe.
Marvin Hart døde som 55-årig som følge af en leversygdom. Han er begravet i Resthaven Memorial Park i Louisville, Kentucky.
Marvin Hart anses generelt ikke for værende en af de betydende sværvægtsmestre, og Marvin Hart er således sammen med Primo Carnera og Leon Spinks en af de kun tre generelt anerkendte sværvægtsmestre, der ikke er optaget i International Boxing Hall of Fame.